# Никий (поэт)
Ни́кий (др.-греч. Νικίας, лат. Nicias) — древнегреческий поэт и врач III века до н. э., живший в Милете.
Вестница светлой цветущей весны, тёмно-жёлтая пчёлка,

        Ты на раскрытый цветок радостный правишь полёт,

К благоуханным полям устремляясь. Старайся, работай,

        Чтобы наполнился весь твой теремок восковой.

Известен в первую очередь как друг значительно более прославленного буколического поэта Феокрита, который упоминает о Никии в посвящённых тому идиллиях XI («Киклоп»), XIII («Гилас») и XXVIII («Прялка»); в последней прославляются добродетели супруги Никия, Тевге́нис (в другом русском переводе — Феогониды). Кроме того, одна из эпиграмм Феокрита (AP VI, 337) рассказывает о деревянной статуе бога врачевания Асклепия, которую Никий установил в Милете на свои средства.
Из собственных стихотворений Никия в Палатинской антологии и Планудовом приложении сохранилось 8 небольших эпиграмм; некоторые из них содержат буколические мотивы. В схолиях к Феокриту дошло также двустишие — шутливое замечание Никия по поводу феокритовской идиллии XI («Киклоп»).
В стихотворении Мелеагра Гадарского о венке (AP IV, 1), где стихи полусотни греческих поэтов сравниваются с различными растениями, Никию соответствует «зелёная мята» (др.-греч. σισύμβριον) — обладающая лекарственными свойствами и, по-видимому, ассоциирующаяся с профессией врача.